# Kloster Froidmont
Das Kloster Froidmont (Frigidus Mons) ist eine ehemalige Zisterzienserabtei in der Gemeinde Campremy im Département Oise der Region Hauts-de-France in Frankreich. Es lag rund 15 km südöstlich von Beauvais am Westrand des Walds von Hez-Froidmont (Forêt domaniale de Hez-Froidmont).

## Geschichte
Das Kloster wurde 1134 von Adelheid von Dammartin (oder Waleran von Baudemont) mit Unterstützung des Bischofs Odon II. von Beauvais am Ufer des Bachs Trie gegründet und mit Mönchen aus Kloster Ourscamp besetzt. Damit gehörte es der Filiation der Primarabtei Clairvaux an. Mit Unterstützung der Könige Philipp II. und Ludwigs des Heiligen blühte die Zisterze rasch auf und richtete mehrere Grangien (neben den unten genannten Gouy, Grand-Maisnil, Cormeilles, Brunvillers-la-Motte, La Verrerie und La Vieille Abbaye), Keller und Weinberge ein. In dem Kloster lebten im 12. Jahrhundert der Trouvère Hélinand von Froidmont sowie der Schriftsteller Thomas von Beverley. 1358 mussten die Mönche in den Zeiten der Jacquerie, eines Bauernaufstands, in ihr Haus in Beauvais fliehen. Im 15. Jahrhundert litt die Abtei unter Angriffen aus England, im 16. unter denen der Calvinisten. All dies führte zunächst zur Lockerung der Disziplin, jedoch galt das Kloster im 18. Jahrhundert als dasjenige der allgemeinen Observanz, das den Ordensregeln am besten treu geblieben war. In der Französischen Revolution verfiel es wohl 1791 der Auflösung.

## Bauten und Anlage

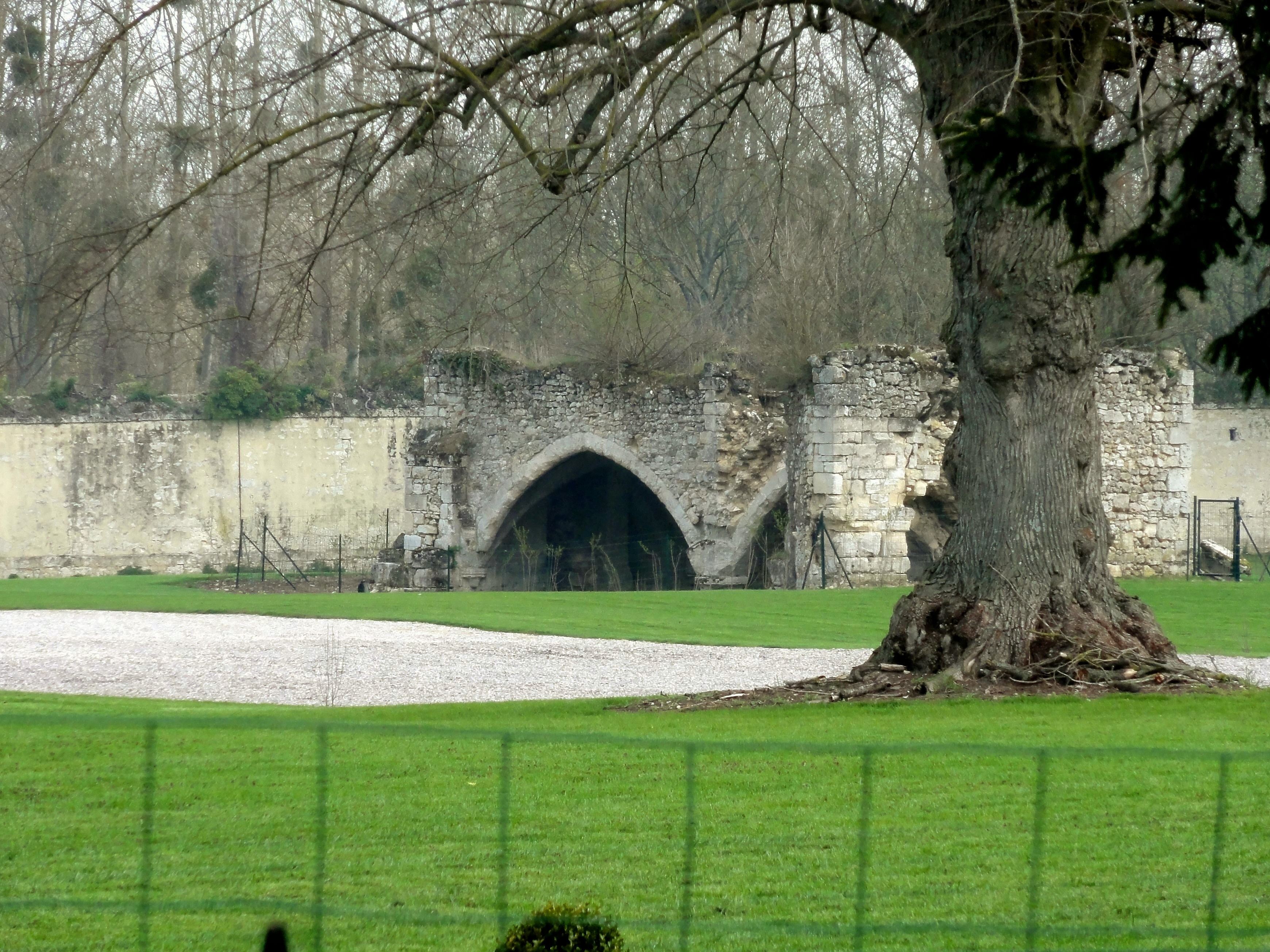
Spuren des Klosters

Das Kloster ist heute fast vollständig verschwunden. In seiner Nähe steht jedoch die restaurierte Klostergrangie aus dem 12. Jahrhundert. Rund 20 km nördlich des Klosters ist in Reuil-sur-Brêche die Grangie Mauregard erhalten. Die Grangie Parfondeval in Saint-Arnoult hat sich zu einem Priorat von Kloster Beaubec entwickelt. Die Ruinen sind seit 1988 als Monument historique eingetragen, die Grangie ist seit 1995 als solches klassifiziert.

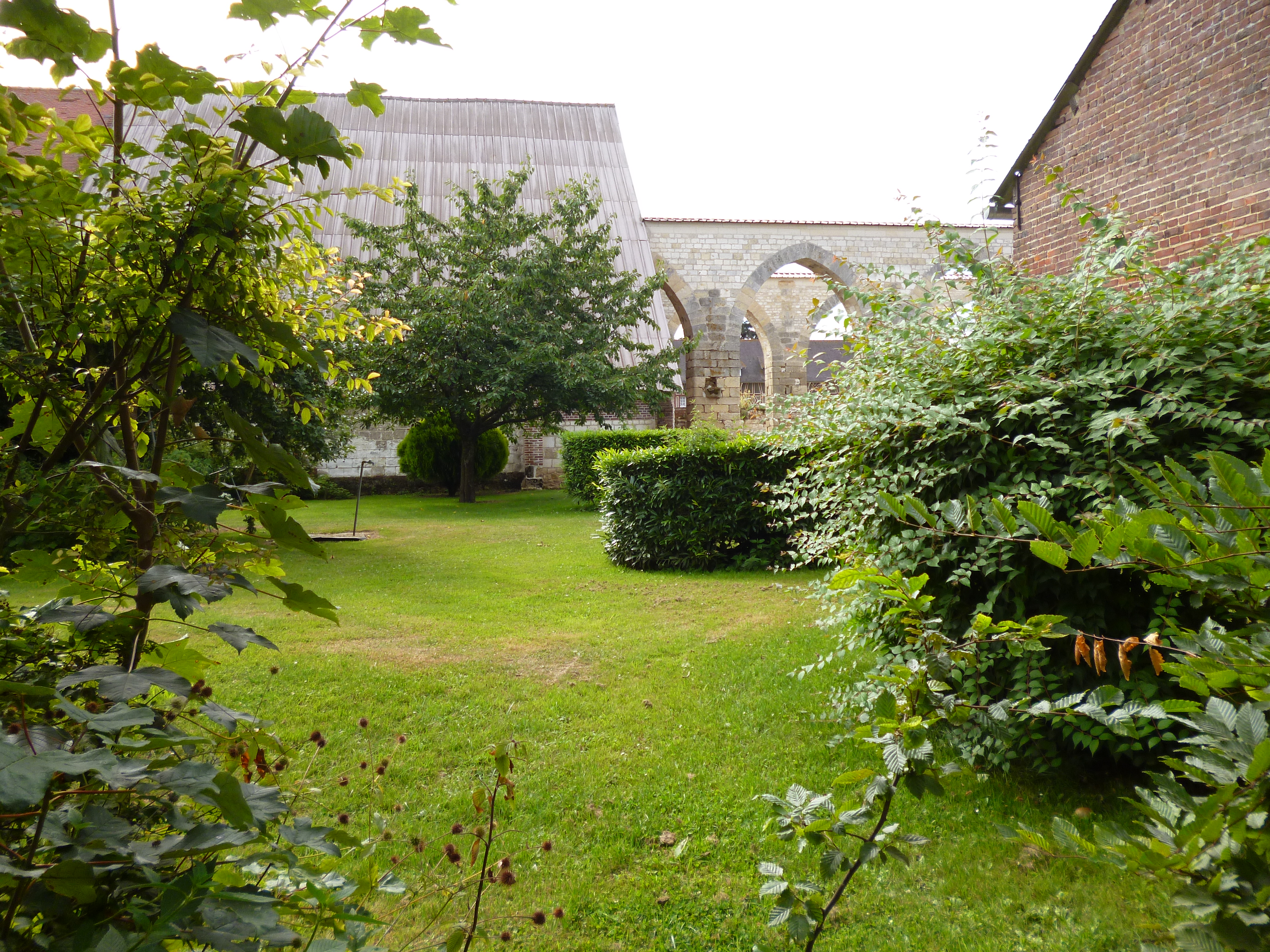
Die Grange de Grandmesnil

In der Gemeinde Campremy stehen die Überreste der Grange de Grandmesnil aus dem Jahr 1210 (1988 teilweise als Monument historique eingetragen).

## Liste der Äbte

### Reguläre Äbte
- Manassès (1136–1166)
- Pierre I. (1166–1175 ?)
- Robert I. (1177–1180)
- Guillaume I. (1180–1193)
- Salicius (1193–1207)
- Henri I. (1207–1214)
- Hugues (1214–1218)
- Albert (1218–1222)
- Guillaume II. (1222–1224)
- Bernard (1224–1256)
- Josbert oder Hubert (1256–1265)
- Jean I. (1265–1269)
- Jean II. (1269–1274)
- Pierre II. (1274–1288)
- Guillaume III. (1288–1294)
- Hubert (1294–1295)
- Renaud (1295)
- Robert II. de Pierrefonds (1295–1300)
- Pierre III. (1300–1320 ?)
- Jean III. de Hermes (1320 ? –1340)
- Jean IV. de Chiry (1340–1365)
- Jean V. de Lécin (1365–1393)
- Denis (1393–1412)
- Girard (1412–1416)
- Nicolas (1416–1430)
- Thibault (1430–1440)
- Mathieu (1440–1448)
- Vincent (1448–1456)
- Adam (1456–1460)
- Robert III. (1460–1468)
- Pierre IV. de La Chambre (1468–1489)
- Louis Huylart (1489–1495)
- Antoine de Châtillon (1495–1523) (Haus Châtillon)
- Claude de Beze (1526–1553)

### Kommendataräbte
- Odet de Coligny (1553–1569), 1533–1563 Kardinal, 1534–1550 Erzbischof von Toulouse
- Charles I. de Bourbon (1569–1582), Erzbischof von Rouen, Kardinal
- Charles II. de Bourbon (1582–1594), Erzbischof von Rouen, Kardinal
- Charles III. de Bourbon (1594–1612), Comte de Soissons
- Henri de Bourbon (1612–1631), Bischof von Metz
- Louis de Bourbon (1631–1641), Comte de Soissons
- Charles de Vic (1641–1642), Sohn des Siegelbewahrers Méry de Vic
- Henri II. de La Mothe Houdancourt (1642–1684), Bischof von Rennes, dann Erzbischof von Auch
- Charles Joachim Colbert (1684–1738), 1696–1714 Bischof von Montpellier
- Henri III. de Rosset de Ceilhes de Rocozel (1740–1748)
- Louis Jacques d’Audibert de Lussan (1748–1769), Erzbischof von Bordeaux
- Étienne Charles de Loménie de Brienne (1769–1775), Erzbischof von Toulouse
- François Barreau de Girac (1775–1790), 1770 Bischof von Rennes